# Inicijativa tri mora
Inicijativa tri mora neformalna je politička platforma inicijative zemalja zemalja istočne i srednje Europe (država članica EU) na potezu Baltik-Jadran-Crno more. 
Područje Inicijative Jadran-Baltik-Crno more predstavlja 28% teritorija Unije i 22% njezina stanovništva, ali i samo oko 10% BDP-a. Inače izvozno orijentirane svoj će izvoz pospješiti izgradnjom učinkovitih prometnih koridora i modernom prometnom infrastrukturom.

## Ciljevi inicijative
Ciljevi Inicijative Jadran-Baltik-Crno more jest jačanje svekolike regionalne političke, ekonomske, infrastrukturne, energetske, sigurnosne suradnje. Izgradnjom LNG terminala na Krku, koji će se spojiti s već izgrađenim terminalom u Poljskoj, stvorit će se alternativa plinskoj osovini Moskva-Berlin na opskrbu prirodnim plinom. Izgradnja LNG terminala na Krku dovela bi do diverzifikacije opskrbe energentima predstavlja alternativu navedenom rusko-njemačkom monopolu.
Iniciativa predstavlja i povijesni "recidiv“ ideje "Međumorja“ koji su pred stotinjak godina ponajviše zastupali poljski maršal Józef Piłsudski i poljska inteligencija.
Projekt je u ljeto 2016. formalno pokrenut na poljsko-hrvatskom sastanku Predsjednika u Dubrovniku, Kolinde Grabar-Kitarović i Andrzeja Dude. U savez je ušlo dvanaest zemalja istočnog i južnog dijela Europske unije.   Na drugom sastanku Inicijative Tri mora 9.7.2017. u Varšavi pojavio se i Donald Trump koji se otvoreno suprotstavio Njemačkoj o pitanju plina. Trump je kritizirao Njemačku tvrdnjom kako postaje energetski sve ovisnija o Rusiji.  
Pošto je Inicijativa Tri mora preživjela početne korake u sve se uključuje i hrvatska Vlada, ali i Njemačka se pokušava ubaciti.
Na trećem sastanku Inicijative Tri mora koji je održan u Bukureštu 18.9.2018. pojavio se Njemački ministar vanjskih poslova Heiko Maas koji se založio i za punopravno članstvo Njemačke u toj grupi zemalja, ali je poljski premijer Mateuš Moravjecki taj predlog ignorirao.  
S obzirom da se sve odluke donose konsenzusom Njemačka je ostala samo promatrač. 
Na ovom sastanku Hrvatska je priložila 11 projekata, 3 iz područja energetike, 7 iz područja prometnog povezivanja i jedan iz područja digitalizacije. Popis projekata izradio je Ured predsjednice u suradnji s hrvatskom vladom. Ukupna vrijednost hrvatskih projekata je 1,78 milijardi eura. Kao najznačajnije projekte na području energetike iz Ureda predsjednice ističu LNG terminal na Krku s otpremnim plinovodom (230 +35 milijuna eura) i Jonsko-jadranski plinovod (600 milijuna eura), na području prometa Luku Rijeka (348,4 milijuna eura) i izgradnju drugog kolosijeka, te obnovu i modernizaciju željeznice na dionici Škrljevo Rijeka Jurdani (305 milijuna eura). Na području digitalne komunikacije nacionalni programu razvoja širokopojasne infrastrukture u područjima u kojima ne postoji komercijalni interes za ulaganja (vrijednost 101,4 milijuna eura). Hrvatska je predložila i izgradnju autoceste Trst Rijeka, ali su slovenci stavili veto. U Bukureštu se održao i poslovni forum s oko 600 sudionika.  
Početkom 2019. i Francuska shvaća kako ne bi bilo dobro kada bi Nijemci i Rusi imali monopol na dobavu plina u Srednju Europu, te se suprotstavljaju izgradnji još jednog plinovoda od Rusije do Njemačke. Stoga se 8.2. 2019. u Europskoj uniji zalažu za promjene smjernica o opskrbi plinom. Slijedeći 4. sastanak Inicijative Tri mora se održao u Ljubljani 6. lipnja 2019., a na njemu sudjeluje kao promatrač i Njemački predsjednik Frank-Walter Steinmeier. Na ovom sastanku je utvrđeno kako zemlje ove inicijative mogu više postići u Bruxellesu, osobito na području prometa u Europi koji su izgrađeni na pravcima istok – zapad, dok su sjeverni i južni prometni koridori slabo izgrađeni. Dolaskom Njemačke diže se važnost četvrtog sastanka u Ljubljani, a na njemu sudjeluju i predstavnici Europske unije. Kako bi se povećala korist od inicijative pokrenut je poseban financijski fond koji bi trebao financirati zajedničke infrastrukturne projekte. Fondom upravljaju Poljska, Rumunjska i Češka. Financijski fond je osnovan s oko 500 milijuna eura, ali je cilj povećati ga na četiri do pet milijardi eura.

## Uključivanje Ukrajine u rad Inicijative tri mora, 2022.
2022. godine je Ukrajina, makar nije članica EU i NATO-a, uključena u rad Inicijative tri mora, sa statusom "sudjelujućeg partnera" (engl. "participating partner").

## Poveznice sa starim projektom "Međumorja"
Neki autori prepoznaju u Inicijativi tri mora pokrenutoj 2016. godine u suštini iste gepolitičke postavke kakve je imao projekt Međumorja, koje je poljski predsjednik Józef Piłsudski promovirao između 2 svjetska rata, Silviou Miloiu 2019. god. jezgrovito ocjenjuje da Inicijativa tri mora predstavlja "novu verzija stare ideje Međumorja".